# A sangue freddo (film 1947)
A sangue freddo (Johnny O'Clock) è un film del 1947, diretto da Robert Rossen.

## Trama
Johnny O'Clock, un gestore di casa da gioco, è sospettato dell'omicidio di una sua amica e di quello d'un poliziotto corrotto. Le due vittime conoscevano bene anche Pete Marchettis, un gangster amico di Johnny O'Clock che ha sposato la sua ex fidanzata. L'ispettore Koch, incaricato delle indagini, pur non avendo prove certe della colpevolezza di nessuno dei due è al corrente dell'ambiguo rapporto che li unisce e lascia loro campo libero affinché giungano a una resa dei conti. Intanto la sorella della ragazza uccisa, Nancy Hobson, giunta in città dopo la convocazione dell'ispettore Koch, si innamora di Johnny e cerca di dissuaderlo dal compiere la sua vendetta nei confronti di Marchettis.